# Kloppi (vid Kutkumaa, Nystad)
Kloppi är en ö i Finland.   Den ligger nära ön Kutkumaa i kommunen Nystad i den ekonomiska regionen Nystadsregionen och landskapet Egentliga Finland, i den sydvästra delen av landet, 200 km väster om huvudstaden Helsingfors.